# Кошель Іван Якович
Іван Якович Кошель (22 липня 1923 — 3 квітня 2002) — учасник німецько-радянської війни. Повний кавалер ордена Слави.

## Життєпис
Народився 22 липня 1923 року в селі Підгородне Новомосковського повіту Катеринославської губернії Української РСР СРСР (нині місто в Дніпровському районі Дніпропетровської області України) в сім'ї робітника-шахтаря. Українець. З 1927 року жив у місті Новомосковську. Закінчив 7 класів школи. Деякий час працював у колгоспі. У 1941 році виїхав до Дніпропетровська. Навчався в школі фабрично-заводського навчання при металургійному заводі імені Г. І. Петровського, яку закінчив вже після початку німецько-радянської війни, в серпні 1941 року, коли ворог стояв на порозі міста.

### На фронтах німецько-радянської війни
Відразу після закінчення школи ФЗН І. Я. Кошель добровільно з'явився на призовний пункт. Німецькі війська вже стояли на ближніх підступах до міста, і Іван Якович розраховував відразу опинитися на фронті, однак ненавченого призовника в міському військкоматі вирішили відправити в Закавказзя. До вересня 1941 року Кошель виявився в Ленінакані, де пройшов навчання на курсах кулеметників. На початку грудня Іван Якович був зарахований в один з полків 302-ї гірськострілецької дивізії Закавказького фронтуо, а вже в кінці місяця почалася Керченсько-Феодосійська десантна операція. 26 штурмові батальйони дивізії полковника М. К. Зубкова під шквальним вогнем противника висадилися на узбережжі Керченського півострова біля селища Камиш-Бурун на південь від Керчі. Під час десантування кулеметник І. Я. Кошель був поранений в руку, але залишився в строю. Вогнем з кулемета він прикривав висадку своїх бойових товаришів, знищивши до 20 німецьких солдатів. Лише після того, як десантна операція була успішно завершена, він за наказом командира разом з іншими пораненими першим транспортом евакуювався в госпіталь. Лікування проходив в місті Туапсе. Після повернення в лад брав участь в боях на Дону, де в серпні 1942 року був важко поранений. Відновлення йшло довго, і лише у вересні 1943 року Іван Якович знову опинився на передовій, коли його в званні сержанта зарахували в 7-й стрілецький полк 24-ї стрілецької дивізії на посаду командира відділення роти автоматників. У жовтні 1943 року Кошель брав участь в боях під Кривим Рогом.
Якось його відділенню було доручено терміново «спіймати язика». Серед білого дня сержант Кошель з декількома бійцями проник в розташування противника і взяв у полон двох німецьких солдатів, за що був нагороджений медаллю «За відвагу».
У боях за Кривий Ріг Залізна дивізія зазнала великих втрат, внаслідок чого в листопаді 1943 року була виведена в резерв Ставки Верховного Головнокомандування і після доукомплектування в грудні того ж року перекинута на 1-й Український фронт. Взимку 1944 сержант І. Я. Кошель брав участь в Житомирсько-Бердичівської операції, в складі свого підрозділу звільняв місто Бердичів. 6 січня 1944 року Івана Якович був поранений, але швидко повернувся в стрій. Особливо відзначився під час Проскурівсько-Чернівецької операції.

#### Орден Слави III ступеня
Проскурівсько-Чернівецьку операцію 24-та стрілецька дивізія генерал-майора Ф. А. Прохорова починала в складі 52-го стрілецького корпусу 18-ї армії наступом на другорядний напрямок. Однак у зв'язку із запеклим опором німців на напрямку головного удару, несприятливими погодними умовами і потужними танковими контрударами противника командування 1-го Українського фронту змушене було здійснити перегрупування сил, і Залізна дивізія опинилася в складі 11-го стрілецького корпусу, який мав діяти спільно з частинами 1-ї танкової армії. Наступ відновився 21 березня 1944 року. Протягом дня 7-й стрілецький полк майора В. П. Мінакова прорвав оборону німців на південний захід від Волочиська і, розвиваючи наступ із завданням перерізати шосе на Гусятин, за яким противник відводив свої війська, пізно увечері вийшов до великого опорного пункту німців селу Сатанів. Перед ротою автоматників командиром полку була поставлена задача провести розвідку сил ворога і виявити його вогневі засоби. Прикривати дії автоматників, рухаючись попереду основних сил, мало відділення сержанта І. Я. Кошеля, посилене відділенням полкових розвідників. Під покровом темряви Іван Якович зі своїми бійцями зумів впритул наблизитися до переднього краю німців. Несподівано зовсім поруч відкрив вогонь станковий кулемет противника. Було неясно, чи то німці помітили рухалися позаду радянських автоматників, то чи стріляли навмання, неприцільно. У будь-якому випадку вогнева точка могла перешкодити виконанню бойового завдання, і Іван Якович вирішив її знищити. Діяв він сміливо і зухвало. Стрибнувши в траншею ворога, він підняв на плече порожній ящик з-під патронів, і не криючись, попрямував в сторону кулеметників. Як і розраховував Кошель, німці взяли його за свого. У короткій рукопашній сутичці Іван Якович знищив трьох ворожих солдатів і заволодів кулеметом.
Розвідка була проведена успішно, і рота без втрат повернулася в розташування полку, доставивши командуванню цінні розвідувальні дані. Використовуючи отримані відомості 7-й стрілецький полк сміливим обхідним маневром вийшов на шосе Сатанів-Гусятин і перерізав шляхи відступу противника в районі села Примакова і висоти 338,2. Протягом 23-24 березня противник двадцять разів контратакував позиції полку, кидаючи кожен раз в бій не менше батальйону піхоти при підтримці 10-15 танків. При відбитті натиску ворога сержант І. Я. Кошель замінив вибулого з ладу командира взводу. Під його вмілим командуванням підрозділ знищило до 60 німецьких солдатів і підбило 2 танка. 25 березня полк продовжив наступ і, зламавши опір ворога, опанував опорними пунктами німецької оборони селами Голенищево і Германівка і форсував річки Збруч і гнилих, створивши сприятливі умови для подальшого наступу на Чортків. 29 березня сержант І. Я. Кошель зі своїм відділенням брав участь у визволенні міста Черновіци. За доблесть і мужність, проявлені в боях, наказом від 30 квітня 1944 року Івана Якович був нагороджений орденом Слави 3-го ступеня.

#### Орден Слави II ступеня
В ході Проскурівсько-Чернівецької операції 24-та стрілецька дивізія вийшла до передгір'я Українських Карпат і до літа 1944 року закріпилася на позиціях на північний захід від міста Коломия. В рамках розпочатої в липні 1944 року Львівсько-Сандомирської операції вона мала вести наступ в Прикарпатті в умовах сильно пересіченій місцевості. Використовуючи особливості рельєфу, противник вибудував на цьому напрямку потужну оборонну лінію. Проте, 23 липня 7-й Прикарпатський стрілецький полк майора В. П. Мінакова прорвав оборону німецьких і угорських військ в районі Черемхув-висота 360,6 — Хлібичин-лісового і почав стрімко просуватися в напрямку селища Богородчани. Прагнучи ліквідувати прорив, противник кинув у бій великі резерви. 25 липня в районі населеного пункту Волосув зав'язався запеклий бій. Позиції 7-го стрілецького полку були контратаковані двома піхотними полками і інженерним батальйоном угорських військ за підтримки 35 танків і 13 самохідних артилерійських установок. Помічник командира взводу роти автоматників старший сержант І. Я. Кошель силами довіреного йому взводу вміло організував відображення натиску ворога. Підпустивши ворога на близьку відстань, автоматники закидали його ручними гранатами, після чого відкрили шквальний автоматний вогонь по ворожих ланцюгах. Угорські солдати в паніці бігли, залишивши на полі бою до 10 чоловік убитими. Всього в бою у Волосува противник втратив до 200 солдатів і офіцерів, 2 танка і 1 самохідку. Ще 50 угорців були взяті в полон.
27 липня 1944 роки 7-й стрілецький полк зав'язав бій за великий опорний пункт противника село Горохолина. Роті автоматників було доручено опанувати панівною висотою 440,1. При штурмі височини під шквальним кулеметним вогнем старший сержант І. Я. Кошель зі своїм взводом першим увірвався в траншеї противника і знищив 3 станкових кулемета ворога, тим самим забезпечивши виконання ротою бойового завдання. Угорці, прагнучи повернути втрачені позиції, тричі переходили в контратаку. В ході запеклої битви з ладу через поранення вибули командир взводу і командир роти, і старший сержант Кошель прийняв командування автоматниками на себе. Під його керівництвом рота успішно відбила натиск ворога, знищивши при цьому 15 ворожих солдатів і ще 8 захопивши в полон. За вміле керівництво підрозділом Іван Якович був підвищений у військовому званні до старшини і прийняв під командування взвод роти автоматників.
30 липня рішенням Ставки Верховного Головнокомандування був відтворений 4-й Український фронт. 5 серпня йому була підпорядкована 18-я армія. Вирішуючи поставлені завдання вже в рамках нового оперативно-стратегічного військового об'єднання, 24-а стрілецька дивізія продовжила наступ в передгір'ї Сколівських Бескид. 7-й стрілецький полк, в тому числі і взвод старшини І. Я. Кошеля, знову відзначився при звільненні райцентру Сколе, знищивши в боях за місто до 300 солдатів і офіцерів ворога. Після взяття Сколе 18-я армія продовжила тіснити частини 1-ї угорської армії до кордонів Угорського Королівства. Прагнучи не допустити вступу частин Червоної Армії на свою територію, угорські війська, взявши під контроль ключові вершини Українських Карпат в районах гірських доріг і перевалів, спробували створити потужну вогневу систему. Одну з таких добре укріплених вершин з відміткою 1130,6 належало взяти бійцям роти автоматників 7-го стрілецького полку. Згідно з розробленим планом, роті належало, розосередившись взводами, просочитися у ворожий тил і вибити противника з гори. Старшина І. Я. Кошель у важких умовах гірсько-лісистої місцевості вміло і потай вивів свій взвод на вихідні позиції. За умовним сигналом Іван Якович зі своїми бійцями першим кинувся на штурм висоти, відразу ведучи вогонь по позиціях ворога. Атака була настільки несподіваною і стрімкої для угорців, що вони не змогли чинити гідного опору і були звернені в панічну втечу. У цьому бою автоматники Кошеля винищили до 20 солдатів ворога і двох взяли в полон. За зразкове виконання бойового завдання наказом від 2 вересня 1944 року Івана Якович був нагороджений орденом Слави 2-го ступеня.

#### Орден Слави I ступеня
У 1944 році дивізія брала Карпати. Протягом двох тижнів не вдавалося взяти висоту «Ключову» (66 км на південний захід від міста Борислав Львівської області), яка відкривала шлях на Верецовський перевал. Висота була укріплена багатоярусною системою оборони, з бліндажами та дзотами. І. Я. Кошель потрапив у один із загонів, які мали зайняти дану висоту. 12 жовтня у час штурму вдалося прогризти перший ярус оборони, захопити кулемети і міномети, частина бійців залишилася на цьому ярусі. Кошель підкрався до розташування противника, гранатами знищив 2 кулеметні обслуги і вогнем із захопленого кулемета забезпечив подальший наступ роти. Близько 30 осіб з штурмової групи дісталися до самої вершини. Коли загинув командир роти, командування на себе прийняв старшина Кошель. Під його командуванням залишилися воїни зуміли відбити 12 атак німців і таким чином утримати висоту до підходу основних сил дивізії. В живих на висоті залишилося 7 осіб, в тому числі і старшина Кошель. За той бій усі семеро командуванням 18-армії були представлені до звання Героїв Радянського Союзу.
У боях в чеських Татрах старшина Кошель знову відзначився. Повертаючись з групою розвідки, виявив частини румунського артполку. Раптової атакою, без втрат, розвідники знищили кілька гармат і взяли в полон 20 румунських солдатів. Був знову представлений до звання Героя Радянського Союзу, але був нагороджений орденом Вітчизняної війни 2-го ступеня. Тоді ж спрямований на курси молодших лейтенантів 4-го Українського фронту.
Указом Президії Верховної Ради СРСР від 24 березня 1945 року за зразкове виконання завдань командування в боях з німецько-фашистськими загарбниками гвардії старшина Кошель Іван Якович нагороджений орденом Слави 1-го ступеня (№ 811). Став повним кавалером ордена Слави.

### Повоєнне життя
У серпні 1945 року, як інвалід війни, молодший лейтенант Кошель звільнений в запас. Повернувся на батьківщину. Жив в місті Новомосковськ Дніпропетровської області. Довгі роки працював електриком в Новомосковському металургійному заводі. Помер 3 квітня 2002 року. Похований в Новомосковську.

## Нагороди
Нагороджений орденами Вітчизняної війни 1-ї та 2-го ступенів, Слави 3-х ступенів, медалями, в тому числі «За відвагу» і двома «За бойові заслуги».